# Make the Road by Walking

## Histoire de l'album
Make the Road by Walking est le premier album du groupe de soul Menahan Street Band, basé à Brooklyn. Il a été réalisé le 13 octobre 2008 sur le label Dunham Records, une sous-division de Daptone Records. L'album "Make the Road by Walking" tient son nom d'un centre communautaire situé sous l'appartement de Thomas Brenneck.
La chanson-titre "Make the Road by Walking" est d'abord sortie en single et est samplée par Jay-Z sur son titre "Roc Boys (and the Winner is…)". Alors que tout l'album a été enregistré dans la chambre de Thomas Brenneck en 2 ans, le succès de la chanson de Jay-Z et les droits d'auteur permettent à Thomas Brenneck de construire son studio.

## Samples Hip-Hop
Plusieurs morceaux de cet album ont été  samplés. On note entre autres :
- "Make the Road by Walking"  samplé par Jay-Z sur sa chanson "Roc Boys (and the Winner is…)" (dans l'album American Gangster), qui a été désigné par le magazine Rolling Stone comme le meilleur single de 2007 1.
- "Tired of Fighting" a été samplé sur la chanson "Flying Iron" par le rappeur de La Nouvelle-Orléans Curren$y.
- "The Traitor,"  a été samplé par:
  - le rappeur Kid Cudi sur son premier album "Man on the Moon: The End of Day"
  - 50 Cent sur sa mixtape "War Angel LP"
  - Royal Roach sur sa mixtape "Black Monday" dans la chanson "Leaving this Town", produite by Rory Rojas.

## Liste des morceaux
| 1.    | Make the Road by Walking | 2:59 |
| 2.    | Tired of Fighting        | 3:31 |
| 3.    | Home Again!              | 3:22 |
| 4.    | Montego Sunset           | 3:18 |
| 5.    | Karina                   | 3:25 |
| 6.    | The Traitor              | 2:42 |
| 7.    | The Contender            | 3:48 |
| 8.    | Birds                    | 3:02 |
| 9.    | Esma                     | 3:06 |
| 10.   | Going the Distance       | 6:36 |
| 35:51 |                          |      |